# Аньчжоу
Аньчжо́у (кит. упр. 安州, пиньинь Ānzhōu) — район городского подчинения городского округа Мяньян провинции Сычуань (КНР). Район назван в честь области, органы власти которой располагались в этих местах в средневековье.

## История
При империи Тан в 620 году был образован уезд Лунъань (龙安县), названный так в честь горы Лунъаньшань. При империи Северная Сун в 1072 году к нему был присоединён уезд Сичан (西昌县). При империи Юань 1264 году уезды Лунъань и Шэньцюань (神泉县) были объединены в область Аньчжоу (安州).
При империи Мин в 1374 году область Аньчжоу была понижена в статусе до уезда — так образовался уезд Аньсянь.
В 1950 году в провинции Сычуань был образован Специальный район Мяньян (绵阳专区), которому, среди прочих, был подчинён и уезд Аньсянь. В 1970 году он был преобразован в Округ Мяньян (绵阳地区). В 1985 году округ Мяньян был преобразован в городской округ Мяньян.
В 2016 году уезд Аньсянь был расформирован, а вместо него был создан район городского подчинения Аньчжоу.

## Административное деление
Район делится на 14 посёлков и 4 волости.